# Translocasa de la membrana interna
La translocasa de la membrana interna (TIM) es un complejo de proteínas que se encuentra en la membrana mitocondrial interna de la mitocondria. Los componentes del complejo TIM facilitan la translocación de proteínas a través de la membrana interna hacia la matriz mitocondrial. También facilitan la inserción de proteínas en la membrana mitocondrial interna, donde residen para efectuar su función. Estas son principalmente miembros de la familia de transportadores mitocondriales solubles. 

## Subfamilias
- Translocasa de importación de la membrana interna, subunidad Tim17 IPR005678
- Translocasa de importación de la membrana interna, subunidad Tim23 IPR005681

## Proteínas humanas que forman parte del complejo
TIM17A;    TIMM17A;   TIMM17B;   TIMM22;    TIMM23;